# Notolomatia melampogon
Notolomatia melampogon är en tvåvingeart som först beskrevs av Friedrich Hermann Loew 1860.  Notolomatia melampogon ingår i släktet Notolomatia och familjen svävflugor. Inga underarter finns listade i Catalogue of Life.